# Венесуэльско-малайзийские отношения
Венесуэльско-малайзийские отношения — двусторонние дипломатические отношения между Венесуэлой и Малайзией. Малайзия имеет посольство в Каракасе с 1990 года, а Венесуэла имеет посольство в Куала-Лумпуре. Дипломатические отношения были установлены 18 декабря 1986 года. Государства являются членами Группы 77, Движения неприсоединения и Организации Объединённых Наций.

## История
Президент Венесуэлы Уго Чавес впервые посетил Малайзию в 1999 году, а затем — в августе 2006 года, чтобы обсудить инвестиции в малайзийскую пальмовую индустрию и диверсификацию энергетической отрасли Венесуэлы. Малайзия пообещала поддержать заявку Венесуэлы на место в Совете Безопасности ООН. Во время поездки было подписано соглашение об избежании двойного налогообложения.

## Экономические отношения
В декабре 2006 года президент Венесуэлы Уго Чавес предложил построить нефтеперерабатывающий завод в Малайзии, а малайзийская государственная компания по производству пальмового масла Golden Hope договорилась с венесуэльской государственной нефтяной компанией о выращивании 40 000 га масличных пальм в Венесуэле, в то время как малайзийская компания Petronas планировала начать разведку нефти в Венесуэле. Малайзия также согласилась оказать помощь Венесуэле в городском планировании.
В июле 2008 года был сформирован Малайзийско-венесуэльский деловой совет, в том числе для того, чтобы Венесуэла могла перенять опыт Малайзии в сокращении уровня бедности. В 1990 году объём товарооборота между государствами составлял сумму всего 6,6 млн долларов США, когда страны подписали двустороннее торговое соглашение, 30,6 млн долларов США в 1998 году, когда Венесуэла установила правовую защиту для иностранных инвестиций, 19,8 млн долларов США в 2004 году, 39,6 млн долларов США в 2005 году и 61,68 млн долларов США в 2007 году, при этом экспорт из Венесуэлы в Малайзию составил сумму на всего 250 000 долларов США. Посол Венесуэлы в Малайзии в феврале 2009 года предложил двум странам создать новый финансовый институт для развивающихся стран. Малайзия проводила «Неделю Венесуэлы» в июле 2006 2007 и 2008 годов.